# Comité olympique birman
Le Comité olympique birman (code CIO MYA) est l'organisation sportive fondée en 1947 qui sert de comité national olympique à la Birmanie (Myanmar).

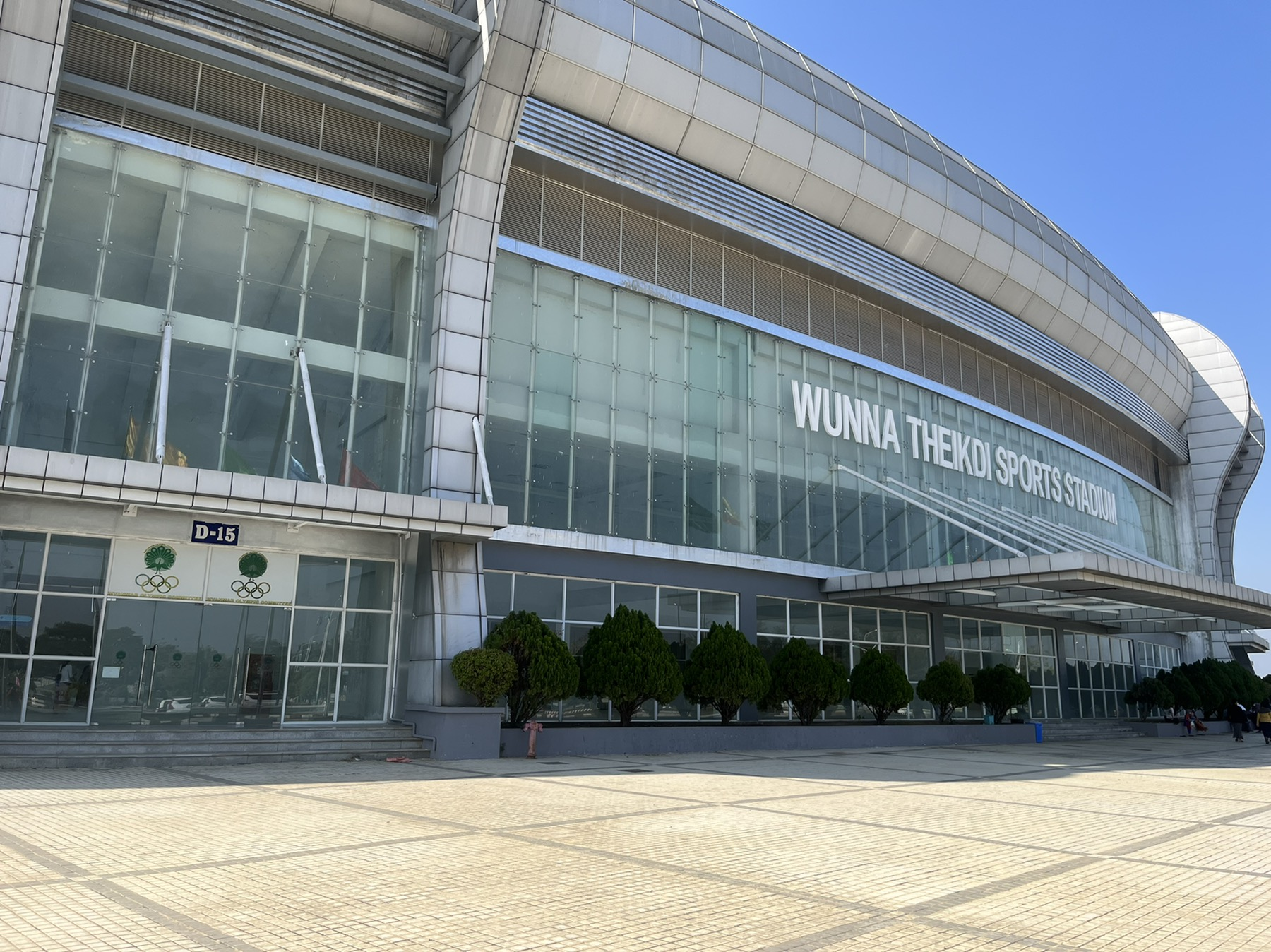
Quartier général